# Alyxia fosbergii
Alyxia fosbergii (лат.) — кустарник, вид рода Аликсия (Alyxia) семейства Кутровые (Apocynaceae), эндемик острова Хендерсон, одного из островов группы Питкэрн. Остров Хендерсон представляет собой необитаемый коралловый атолл площадью 37,3 км², который был объявлен Организацией Объединенных Наций объектом Всемирного наследия.

## Ботаническое описание
Alyxia fosbergii — прямостоячий или висячий кустарник или полукустарник высотой до 8 м. Ствол гладкий диаметром 2 см. Содержит обильный млечный латекс. Листья обычно в 4-х мутовках, реже 3 или 5, ланцетные, до 8 см длиной. Гладкие прямостоячие соцветия расположены в пазухах листьев, состоит из 3-4 оранжевых или розово-оранжевых цветков с медовым запахом длиной около 8 мм. Встречается на высоте 20-30 м над уровнем моря. Вид наиболее близок к подвиду Alyxia stellata stellata.

## Таксономия
Вид был впервые опесан в 1997 году французским ботаником Ж. Флоранс на основе образцов, собранных в ходе экспедиции на острове Хендерсон в 1991 году. Видовое название — в память американского ботаника Фрэнсиса Раймонда Фосберга (1908—1993), который первым предположил, что материал представляет собой новый вид растения, но не успел опубликовать описание.
.

## Распространение и местообитание
Кустарник встречается только на тихоокеанском острове Хендерсон из группы Питкэрн. Растёт на открытых солнечных местах на коралловом гравии.